# Tramway de Bologne
Le tramway de Bologne est un nouveau projet lancé par la municipalité de Bologne, en Italie. Les travaux seront entamés en 2022 pour une mise en service en 2026.

## Ancien réseau
Le premier tramway de Bologne fut mis en place à la fin du XIXe siècle.
Le dimanche 3 novembre 1963, la dernière ligne de tramway (celle de San Ruffillo) effectue le dernier passage. Au cours de la matinée, une cérémonie sur la Piazza Minghetti, en présence du maire Giuseppe Dozza, a salué le dernier trajet en tramway jusqu'à San Ruffillo.

## Réseau contemporain
La réintroduction d'un réseau de tramway à Bologne a été envisagée par le Plan de Mobilité Urbaine (PUMS), adopté le 27 novembre 2018. Concrètement, le PUMS prévoit le remplacement progressif des principales lignes de bus urbains et de trolleybus par 4 lignes de tramway.
- Ligne rouge : de Borgo Panigale au Centre agro-alimentaire de Bologne, en passant par la gare de Bologne-Centrale ;
- Ligne verte : de la gare Bologna Corticella, en passant par la gare de Bologne-Centrale, jusqu'à Due Madonne / via Larga ;
- Ligne jaune : de la gare de Casteldebole à la gare de Rastignano ;
- Ligne bleue : de la gare de Casalecchio-Garibaldi à la gare de San Lazzaro di Savena.

### Ligne 1 (rouge)
Le 10 décembre 2019, la municipalité de Bologne a obtenu un prêt gouvernemental de 509 millions d'euros, pour couvrir la quasi-totalité des coûts de construction de la ligne rouge et les coûts d'achat de la flotte de tramway associée. La ligne comprend 34 arrêts, pour une longueur totale de 16,5 km, dont 14,5 km avec une ligne aérienne de contact ; le tronçon de 2 km dans le centre-ville (de Porta San Felice à via Matteotti) sera sans électricité, car le tramway sera alimenté par des batteries.
Le 25 novembre 2020, le projet définitif de la nouvelle ligne a été publié au bulletin officiel de la région Émilie-Romagne.
Le 6 août 2021, la municipalité de Bologne a publié l'appel d'offres européen pour la conception exécutive et la construction de la ligne 1, pour un montant de 334.846.475,44 €, expirant le 1er décembre 2021. Selon les déclarations de la municipalité, la fourniture des 26 tramways qui composeront le parc nécessaire à la desserte de la ligne rouge feront l'objet d'une procédure d'appel d'offres ultérieure et distincte.

### Ligne 2 (vert)
Le 30 décembre 2020, l'étude de faisabilité technico-économique de la construction de la deuxième ligne de tramway, la ligne verte, a été présentée publiquement en commission mobilité du quartier Navile, limitée à l'embranchement entre le terminus nord (Corticella) et via dei Mille.
Le 7 janvier 2021, la municipalité de Castel Maggiore, par une résolution municipale, a mandaté la municipalité de Bologne pour soumettre une étude de préfaisabilité au Ministère des Transports pour une nouvelle extension de la ligne verte jusqu'au centre de Castel Maggiore. La demande conjointe de financement, d'un montant de 222.142.224,26 euros, a été adressée au ministère des Infrastructures et des Transports le 14 janvier 2021.